# Llista de topònims d'Eus
Llista de topònims (noms propis de lloc) d'Eus (Conflent).
Informació actualitzada per un bot. Els canvis manuals es perdran quan s'actualitzi!

## dolmen
| imatge | Nom                             | Ubicat a   | instància de | Detalls | coordenades                                                                | Protecció | Commons (més fotos) | Dades a WD                    |
| ------ | ------------------------------- | ---------- | ------------ | ------- | -------------------------------------------------------------------------- | --------- | ------------------- | ----------------------------- |
|        | dolmen de Serra Mitjana         | Catllà Eus | dolmen       |         | 42° 39′ 27″ N, 2° 25′ 47″ E / 42.6575°N,2.4297222222222°E 665 msnm         |           |                     | Modifica les dades a Wikidata |
|        | dolmen de la Font de l'Orri     | Eus        | dolmen       |         | 42° 40′ 28″ N, 2° 26′ 22″ E / 42.674416666667°N,2.4394722222222°E 944 msnm |           |                     | Modifica les dades a Wikidata |
|        | dolmen del Coll del Trivi       | Eus Molig  | dolmen       |         | 42° 40′ 28″ N, 2° 26′ 22″ E / 42.67441667°N,2.43947222°E 944 msnm          |           |                     | Modifica les dades a Wikidata |
|        | dolmen del Pla de les Mosqueres | Eus        | dolmen       |         | 42° 40′ 48″ N, 2° 24′ 46″ E / 42.67996944°N,2.41283611°E Coma 1100.3 msnm  |           |                     | Modifica les dades a Wikidata |

## edifici
| imatge | Nom                    | Ubicat a | instància de | Detalls | coordenades                                                         | Protecció | Commons (més fotos) | Dades a WD                    |
| ------ | ---------------------- | -------- | ------------ | ------- | ------------------------------------------------------------------- | --------- | ------------------- | ----------------------------- |
|        | Castell d'Eus          | Eus      | edifici      |         | 42° 37′ 03″ N, 2° 31′ 35″ E / 42.617483°N,2.526372°E 298.4 msnm     |           |                     | Modifica les dades a Wikidata |
|        | Sant Martí d'Estanyils | Eus      | edifici      |         | 42° 40′ 11″ N, 2° 26′ 55″ E / 42.66971944°N,2.44861389°E 846.5 msnm |           |                     | Modifica les dades a Wikidata |

## església
| imatge | Nom                          | Ubicat a | instància de          | Detalls                                                   | coordenades                                                  | Protecció                     | Commons (més fotos)                  | Dades a WD                    |
| ------ | ---------------------------- | -------- | --------------------- | --------------------------------------------------------- | ------------------------------------------------------------ | ----------------------------- | ------------------------------------ | ----------------------------- |
|        | Sant Esteve de Coma          | Eus      | església Ús: església | Estil: arquitectura romànica Dedicat a: Esteve màrtir     | 42° 40′ 01″ N, 2° 26′ 12″ E / 42.667°N,2.4366°E 792.3 msnm   |                               | Église Saint-Étienne de Comes        | Modifica les dades a Wikidata |
|        | Sant Vicenç d'Eus            | Eus      | església Ús: església | 1743 Anomenat per: Vicenç d'Osca Dedicat a: Vicenç d'Osca | 42° 38′ 40″ N, 2° 27′ 26″ E / 42.6445°N,2.45733°E 393.5 msnm | monument històric inventariat | Église Saint-Vincent-d'En-Haut d'Eus | Modifica les dades a Wikidata |
|        | Sant Vicenç d'Eus (segle XI) | Eus      | església              | Estil: arquitectura romànica Dedicat a: Vicenç d'Osca     | 42° 38′ 24″ N, 2° 27′ 14″ E / 42.6401°N,2.45388°E 298.7 msnm | monument històric catalogat   | Église Saint-Vincent d'Eus           | Modifica les dades a Wikidata |

## muntanya
| imatge | Nom               | Ubicat a                  | instància de | Detalls | coordenades                                                                     | Protecció | Commons (més fotos) | Dades a WD                    |
| ------ | ----------------- | ------------------------- | ------------ | ------- | ------------------------------------------------------------------------------- | --------- | ------------------- | ----------------------------- |
|        | Estanyol          | Eus Campossí              | muntanya     |         | 42° 40′ 50″ N, 2° 25′ 38″ E / 42.680617°N,2.427206°E                            |           |                     | Modifica les dades a Wikidata |
|        | Pic de Bau        | Arboçols Eus Campossí     | muntanya     |         | 42° 40′ 20″ N, 2° 27′ 36″ E / 42.672333°N,2.460061°E 1014.4 msnm                |           |                     | Modifica les dades a Wikidata |
|        | Puig de Rabassers | Arboçols Eus Marqueixanes | muntanya     |         | 42° 39′ 15″ N, 2° 28′ 27″ E / 42.654258333333°N,2.4740277777778°E 593.1 msnm    |           |                     | Modifica les dades a Wikidata |
|        | Roc Geler         | Eus Campossí              | muntanya     |         | 42° 41′ 07″ N, 2° 26′ 17″ E / 42.6853060373981°N,2.4380431966883114°E 1104 msnm |           |                     | Modifica les dades a Wikidata |
|        | Roca Gelera       | Eus Campossí              | muntanya     |         | 42° 41′ 06″ N, 2° 26′ 16″ E / 42.6851098962°N,2.43770677452°E 1110 msnm         |           |                     | Modifica les dades a Wikidata |

## port de muntanya
| imatge | Nom                 | Ubicat a            | instància de     | Detalls | coordenades                                                      | Protecció | Commons (més fotos) | Dades a WD                    |
| ------ | ------------------- | ------------------- | ---------------- | ------- | ---------------------------------------------------------------- | --------- | ------------------- | ----------------------------- |
|        | Coll de Roca Gelera | Eus Campossí Sornià | port de muntanya |         | 42° 40′ 48″ N, 2° 24′ 55″ E / 42.679931°N,2.415147°E 1093 msnm   |           |                     | Modifica les dades a Wikidata |
|        | Coll de la Maria    | Eus Molig           | port de muntanya |         | 42° 39′ 34″ N, 2° 24′ 56″ E / 42.659533°N,2.415558°E 1218.2 msnm |           |                     | Modifica les dades a Wikidata |
|        | Coll de la Pastora  | Catllà Eus          | port de muntanya |         | 42° 39′ 28″ N, 2° 25′ 22″ E / 42.657686°N,2.422883°E 702.4 msnm  |           |                     | Modifica les dades a Wikidata |
|        | Coll del Trivi      | Eus Campossí Sornià | port de muntanya |         | 42° 40′ 48″ N, 2° 24′ 55″ E / 42.679931°N,2.415147°E 1093 msnm   |           |                     | Modifica les dades a Wikidata |

## Misc
| imatge | Nom                   | Ubicat a                                  | instància de                          | Detalls                                                   | coordenades                                                                      | Protecció | Commons (més fotos)        | Dades a WD                    |
| ------ | --------------------- | ----------------------------------------- | ------------------------------------- | --------------------------------------------------------- | -------------------------------------------------------------------------------- | --------- | -------------------------- | ----------------------------- |
|        | Coma                  | Eus Pirineus Orientals districte de Prada | municipi francès poble                |                                                           | 42° 39′ 51″ N, 2° 26′ 10″ E / 42.664238888889°N,2.4361972222222°E 786.7 msnm     |           | Comes, Pyrénées-Orientales | Modifica les dades a Wikidata |
|        | Estanyils             | Eus                                       | poble veïnat                          |                                                           | 42° 40′ 07″ N, 2° 26′ 44″ E / 42.668611111111°N,2.4456305555556°E 761.6 msnm     |           |                            | Modifica les dades a Wikidata |
|        | Eus weather station   | Eus                                       | estació meteorològica                 |                                                           | 42° 37′ 49″ N, 2° 26′ 47″ E / 42.630167°N,2.446333°E 321 msnm                    |           |                            | Modifica les dades a Wikidata |
|        | Tet                   | Pirineus Orientals                        | riu                                   | Desemboca: mar Mediterrània Llarg: 115.8km Conca: 1369km² | 42° 42′ 48″ N, 3° 02′ 23″ E / 42.713333333333°N,3.0397222222222°E                |           | Têt                        | Modifica les dades a Wikidata |
|        | casa de la vila d'Eus | Eus                                       | instal·lació Ús: seu del govern local |                                                           | 42° 38′ 41″ N, 2° 27′ 24″ E / 42.6446579453165°N,2.45653722277502°E fr:66500 EUS |           |                            | Modifica les dades a Wikidata |
|        | cementiri de Eus      | Eus                                       | cementiri                             |                                                           | 42° 38′ 24″ N, 2° 27′ 13″ E / 42.6399°N,2.4535°E                                 |           |                            | Modifica les dades a Wikidata |